# Cupê (carruagem)
|                        |                     |
| País                   | França              |
| Data de criação        | séc. XIX            |
| Carruagens semelhantes | Brougham e Clarence |

O Coupé ou Cupê é uma carruagem do séc. XIX originária de França. Tem quatro rodas, é puxada a cavalos, é coberta e tem um único banco para dois passageiros, que viajam virados para a frente. O condutor segue num banco exterior, à frente da cabina. Normalmente existe um vidro, a separar o passageiro do condutor. A origem do nome está no verbo francês couper ("cortar"), uma vez que os coupés resultam do "corte" do banco da frente das carruagens tradicionais, para as encurtar. Os coupés são semelhantes às carruagens inglesas Brougham e Clarence.